# Germán Darío Gómez
Germán Darío Gómez Becerra (Betulia, 8 marzo 2001) è un ciclista su strada e pistard colombiano che corre per il Team Polti VisitMalta.

## Palmarès

### Strada
- 2019 (Juniores, una vittoria)

Campionati colombiani, Prova a cronometro Junior
Campionati panamericani, Prova a cronometro Junior
- 2021 (Colombia Tierra de Atletas-GW Bicicletas, una vittoria)

4ª tappa Vuelta a Colombia Sub-23 (Pescadero > Barichara)
- 2022 (Colombia Tierra de Atletas-GW Bicicletas, due vittorie)

Campionati colombiani, Prova in linea Under-23
Classifica generale Vuelta a Colombia Sub-23
- 2023 (GW Shimano-Sidermec, quattro vittorie)

Campionati colombiani, Prova a cronometro Under-23
2ª tappa Vuelta a Colombia Sub-23 (Paipa > Tunja)
Classifica generale Vuelta a Colombia Sub-23
2ª tappa Clásico RCN (Pamplona > Bucaramanga)

#### Altri successi
- 2023 (GW Shimano-Sidermec)

Prologo Vuelta de la Juventud (Zipaquirá)
Classifica giovani Clásico RCN

### Pista
- 2019

Campionati panamericani, Inseguimento a squadre Junior (con Miguel Ángel Hoyos, Julián Osorio e Juan Becerra)

## Piazzamenti

### Classiche monumento
- Milano-Sanremo

2024: 139º

### Competizioni mondiali
- Campionati del mondo

Yorkshire 2019 - Cronometro Junior: 15º
Yorkshire 2019 - In linea Junior: 60º
Wollongong 2022 - In linea Under-23: 58º
Glasgow 2023 - Cronometro Under-23: 45º
Glasgow 2023 - In linea Under-23: 60º